# 武士とその妻
『武士とその妻』（ぶしとそのつま）は、2022年3月12日の土曜 19時00分 - 20時54分にBS-TBSとBS-TBS4Kで放送された時代劇。原作は池波正太郎の短編小説『へそ五郎騒動』。主演は工藤阿須加。

## キャスト
- 平野小五郎（主人公・山崎家に婿入りする） - 工藤阿須加[1]
- 山崎恵津（山崎家の娘） - 志田未来[2]
- 関口市太郎（松代藩士） - 渡辺大
- 関口喜兵衛（松代藩重役） - 本田博太郎[2]
- 山崎源右衛門（松代藩お納戸方） - 甲本雅裕[2]
- 原正盛（松代藩家老） - 波岡一喜[2]
- お杵（旅籠『小松屋』女将） - 財前直見
- 成聞和尚（大信寺住職） - 火野正平
- 恩田民親（松代藩家老） - 清水国明[2]
- 芦屋雁三郎、華井二等兵、大八木凱斗、井之上チャル、竹下ポップ、にしね・ザ・タイガー ほか

## スタッフ
- 原作 - 池波正太郎「へそ五郎騒動」（新潮文庫）[注釈 1]
- 脚本 - 金子成人
- 演出 - 服部大二
- 音楽 - 遠藤浩二
- 語り - 小島奈津子[2]
- 殺陣 - 中村健人
- 算盤指導 - 立命館大学珠算部
- 題字 - 竹内志朗
- 長野ロケ協力 - 長野市（松代城、真田邸）、ながのフィルムコミッション
- プロデューサー - 王堂健一（BS-TBS）、足立弘平（松竹）、岡村紘野（松竹）
- 製作協力 - 松竹撮影所
- 製作著作 - BS-TBS